# 리투아니아 독립 전쟁

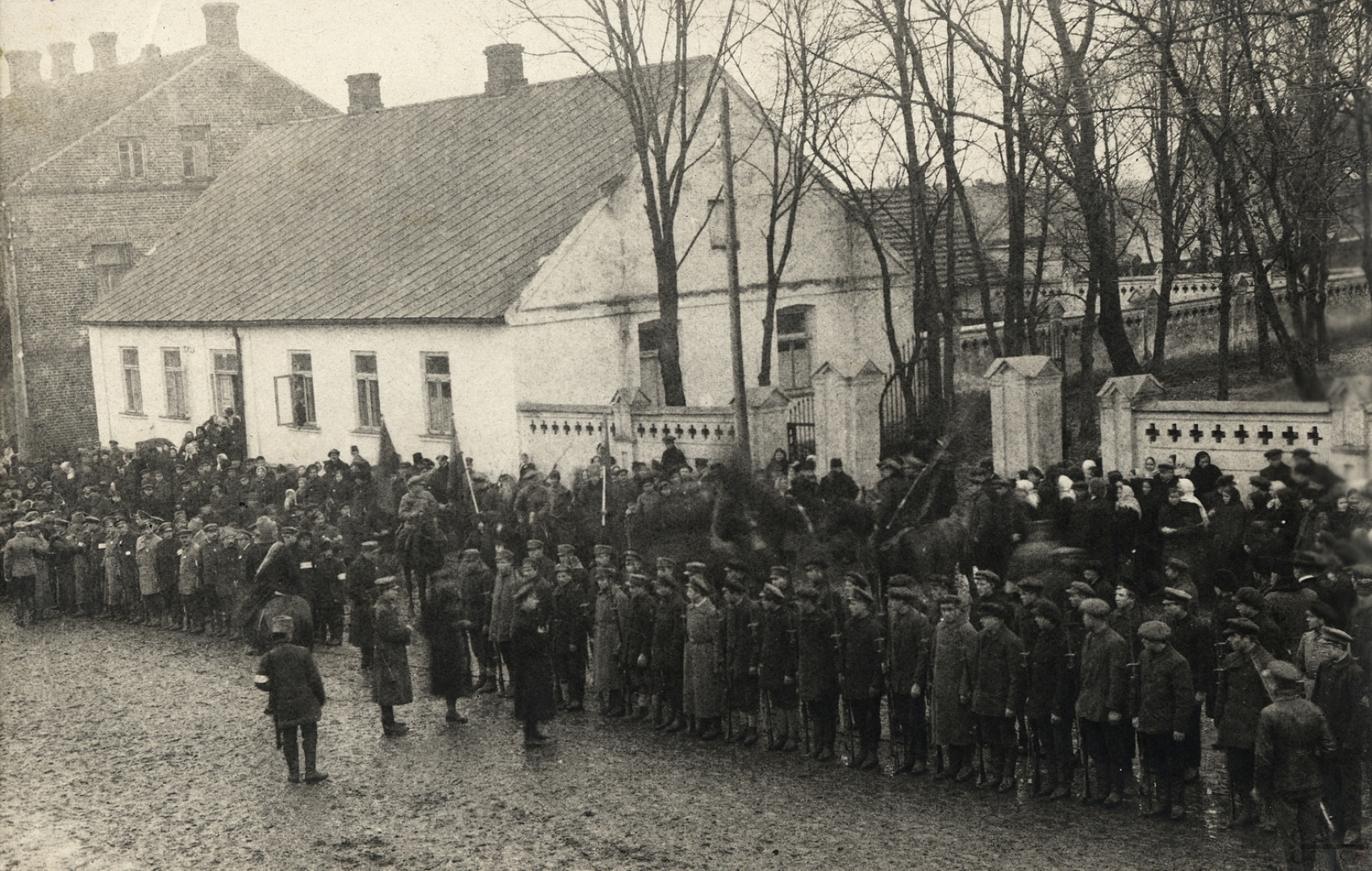
1919년 빌카비슈키스로 전쟁에 나서는 리투아니아군 지원병

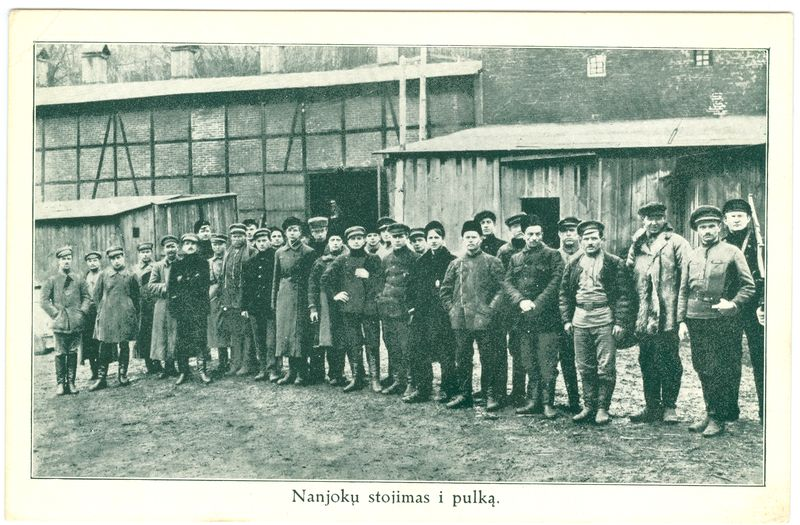
1919년 리투아니아 카우나스의 파네무네에서 입대하는 리투아니아군

리투아니아 독립 전쟁은 자유 투쟁(리투아니아어: Laisvės kovos)으로도 알려져 있으며, 리투아니아가 제1차 세계 대전 말에 독립을 지키기 위해 벌인 세 가지 전쟁을 의미한다. 이 전쟁은 볼셰비키군(1918년 12월 – 1919년 8월), 베르몬티아인(1919년 10월 – 1919년 12월), 그리고 폴란드(1920년 8월 – 1920년 11월)과의 전쟁이었다. 이 전쟁들은 독립 리투아니아의 국제적 인정과 시민 기관의 형성을 지연시켰다.

## 배경
1795년 폴란드-리투아니아 분할 이후, 리투아니아 대공국은 러시아 제국에 병합되었다. 19세기에는 리투아니아 민족 부흥 운동이 일어났고, 20세기 초에는 독립적인 국민국가를 건설하려는 움직임이 강화되었다. 제1차 세계 대전 중인 1915년부터 1918년 11월 전쟁이 끝날 때까지 리투아니아 영토는 독일에 점령되었다.
1918년 2월 16일, 리투아니아 평의회는 기존의 모든 법적 구속으로부터 독립의 재건을 선포했다. 이 선언은 자결권을 주장했으며, 이는 민족 리투아니아 영토 내에 국가를 수립하는 것을 의미했다. 독립법의 발표는 처음에는 독일 점령군에 의해 억압되었다. 그러나 1918년 3월 23일, 독일은 이 선언을 인정했는데, 그들의 계획이 위성 국가 네트워크(미텔오이로파)를 수립하는 것으로 바뀌었기 때문이었다. 그러나 독일은 평의회가 리투아니아 군사력, 경찰력 또는 시민 기관을 설립하는 것을 허용하지 않았다. 1918년 11월 11일 독일은 서부 전선에서 휴전 협정을 체결하고 공식적으로 전쟁과 리투아니아에 대한 통제권을 잃었다. 아우구스티나스 볼데마라스가 이끄는 첫 국가 정부가 수립되었다. 볼데마라스는 리투아니아가 전쟁에 참여할 계획이 없으므로 군사력이 필요하지 않으며, 소규모 민병대만 필요하다고 선언했다. 그러나 군사적 갈등이 곧 발발했기 때문에 이러한 견해는 비현실적이었다.

## 군의 형성

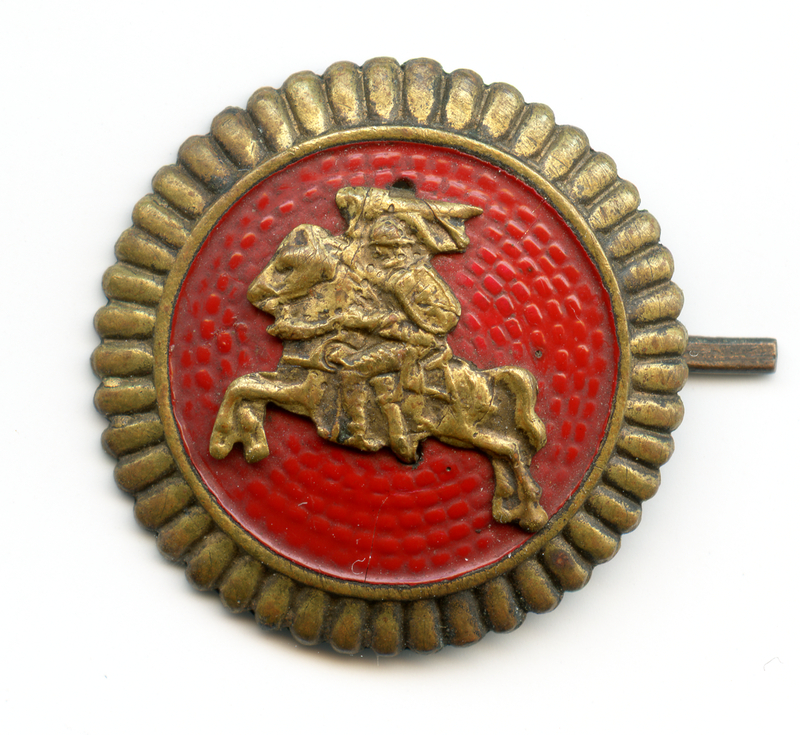
리투아니아군의 비티스가 새겨진 모표

군대를 창설하는 첫 번째 법률은 1918년 11월 23일에 통과되었다. 자금, 무기, 탄약, 경험 많은 군사 지휘관의 부족으로 인해 군대의 발전과 조직은 더디게 진행되었다. 12월 20일, 안타나스 스메토나와 볼데마라스는 독일로 가서 지원을 요청했다. 이는 1918년 말에 이루어졌는데, 독일이 리투아니아 정부에 마르크 1억에 달하는 배상금을 지불했고, 새로운 리투아니아군의 조직은 단계적으로 철수하는 독일군의 후원 아래 진행되었다. 그러나 두 지도자의 부재는 국내 상황을 어렵게 만들었다. 리투아니아 평의회는 볼데마라스 내각을 해산했고, 미콜라스 슬레제비치우스가 리투아니아 총리가 되어 1918년 12월 26일 내각을 구성했다. 국가에 대한 임박한 위협을 감지한 그는 며칠 후 선언문을 발표했다. 리투아니아 남성들에게 향한 이 선언문은 자원하여 국가를 방어할 군대에 합류할 것을 요청했다.

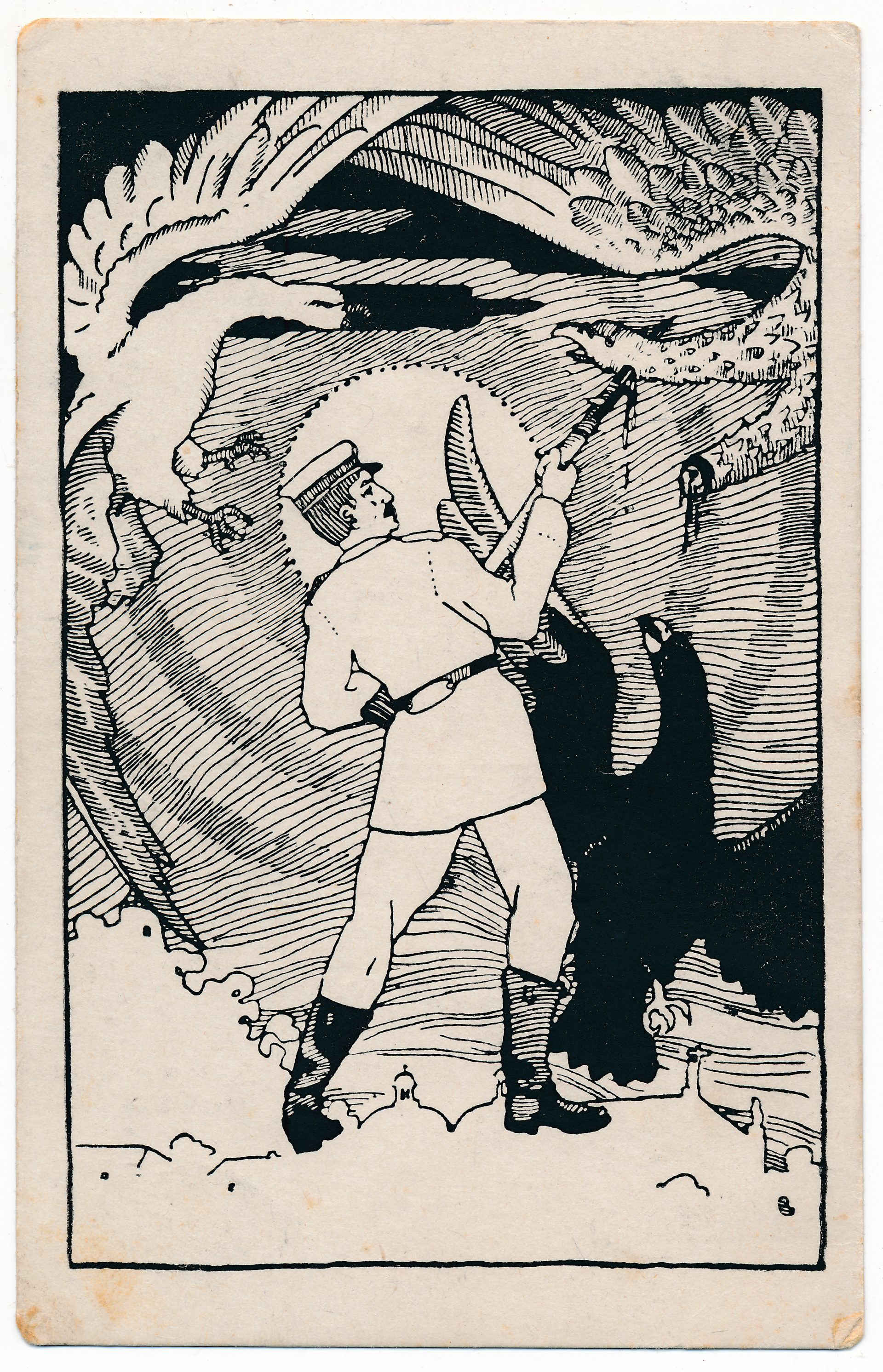
세 독수리에 맞선 리투아니아의 싸움 알레고리

군대에 합류하기로 동의한 리투아니아 자원병들은 무상 토지를 약속받았다. 리투아니아의 독립을 지원하라는 휴전 협정 의무를 이행하기 위해 독일은 처음에 리투아니아 영토에 남아 있는 부대에서 자원병력을 조직하려고 시도했지만 실패했다. 징병관들이 독일로 파견되어 자원병을 모집했다. 곧 자원병 사단이 편성되었고, 이들은 하루 5마르크에 월 30마르크를 받았다. 첫 부대들은 1919년 1월에 리투아니아에 도착하기 시작했지만, 일부는 상태가 좋지 않아 돌려보내졌다. 1월 말까지 400명의 자원병들이 알리투스, 요나바, 케다이냐이, 카우나스에 주둔했다. 이들은 46사단 작센 사단의 기반이 되었고, 3월에는 남부 리투아니아 작센 자원병 여단으로 개명되었다. 이 여단은 18연대, 19연대, 20연대로 구성되었다. 이 독일군 병력은 1919년 7월까지 리투아니아를 떠났다.
벨라루스인과 리투아니아 유대인도 리투아니아군의 자원병으로 참여했다.
리투아니아 영토 방어를 위한 자원병력 모집이 성공하자, 1919년 3월 5일 리투아니아군 확장을 위한 동원령이 시작되었다. 이는 1897년부터 1899년 사이에 태어난 남성들에게 적용되었다. 1919년 여름 말, 리투아니아군은 약 8,000명에 달했다. 이후 벌어진 전투에서 1,700명의 리투아니아 자원병이 사망하고, 2,600명 이상이 부상당했으며, 800명이 작전 중 실종되었다. 역사가 알폰사스 에이딘타스는 총 사망자를 1,444명으로 인용한다.

## 볼셰비키와의 전쟁

볼셰비키군의 진격 (빨간색 화살표). 빨간색 선은 1919년 1월 볼셰비키 전선을 나타낸다.

독일에서 혁명이 발발하자 독일 정부는 1918년 11월 5일 소비에트 러시아로부터 리투아니아의 독립을 양도했던 브레스트-리토프스크 조약에 대한 지원을 철회했다. 한편, 소비에트 러시아 정부는 11월 13일 조약을 파기했다. 볼셰비키는 세계 프롤레타리아 혁명의 일환으로 동쪽에서 리투아니아를 정복하려 했다. 다른 곳에서는 1918년 조약으로 근동의 아르메니아, 아제르바이잔, 조지아, 동유럽의 벨라루스, 우크라이나에게도 독립을 양도했다. 소비에트 러시아는 이 나라들도 공격했다. 그러나 이들은 함락되었지만 리투아니아와 폴란드는 함락되지 않았다.
1918년 12월 8일, 수도 빌뉴스에 리투아니아 공산당원들로만 구성된 임시 혁명 정부가 수립되었다. 빈차스 미츠케비치우스-캅수카스가 그 의장이 되었다. 다음 날 노동자 평의회가 결성되어 빌뉴스에 대한 통제권을 장악했다고 선포했다. 그러나 볼데마라스 정부와 폴란드 위원회도 동시에 도시의 통제권을 주장했다. 독일군은 마침내 1918년 12월 31일 빌뉴스를 포기했다. 1919년 1월 5일, 붉은 군대가 빌뉴스를 점령하고 서쪽으로 더 진격했다. 브와디스와프 웨이트코 장군이 이끄는 현지 폴란드 준군사 소대들은 붉은 군대와 빌뉴스에서 5일간 싸웠다. 리투아니아 정부는 정규 독일군과 함께 빌뉴스를 떠났다. 1919년 1월 1일, 빌뉴스에서 서쪽으로 약 200킬로미터 떨어진 샤울랴이 마을의 지역 공산주의자들은 반란을 일으켜 1,000명의 사모기티아 연대를 창설했다. 붉은 군대가 1월 15일 마을에 진입했을 때 이미 그곳에는 소비에트 권력이 존재했다. 1월 18일 소비에트와 독일군은 카우나스, 리투아니아의 두 번째 큰 도시를 직접 공격하는 것을 금지하는 경계선을 지정하는 조약을 체결했다. 붉은 군대는 알리투스나 케다이냐이를 통해 공격해야 했다.
뤼디거 폰 데어 골츠 백작이 이끄는 독일 자원병들이 리투아니아에 도착하여 흐로드나–카이샤도리스–카우나스 전선을 따라 위치를 잡고 요나스 바리야코이스가 지휘하는 리투아니아군이 케다이냐이 근처에서 붉은 군대의 진격을 막는 것을 도왔다. 2월 8일, 정찰 임무 중 전쟁에서 전사한 첫 리투아니아 병사인 포빌라스 룩시스|lt|Povilas_Lukšys_(1886)|lt=포빌라스 룩시스가 타우치우나이 근처에서 전사했다. 2월 10일 연합군은 세타를 점령하고 붉은 군대를 후퇴시켰다. 이 작전의 성공은 리투아니아군의 사기를 높였다. 2월 전반기 동안 카이샤도리스와 지에즈마리아이 사이에 주둔한 작센 자원병 연대는 그들의 전선에서 소규모 교전을 벌였다. 독일군은 지에즈나스 전투의 후반부에 합류했으며, 이 전투는 결국 리투아니아와 독일의 연합 승리로 끝났다. 이 좌절 이후 볼셰비키 7소총병 연대는 해체되기 시작했고 많은 병사들이 탈영했다. 만약 독일군이 후퇴하는 부대를 추격하는 것을 거부하지 않았다면 연대는 완전히 파괴될 수 있었을 것이다.
2월 12일 볼셰비키군은 알리투스를 공격했다. 리투아니아 제1보병연대의 5, 6, 7, 8중대는 독일군이 주둔지를 떠나는 동안 붉은 군대의 압력을 견뎌내야 했다. 이 전투에서 전쟁에서 전사한 첫 리투아니아 장교인 제1보병연대 지휘관 안타나스 유오자파비치우스가 전사했다. 지휘관을 잃은 연대는 마리얌폴레 방향으로 후퇴하기 시작했다. 2월 14일 밤에서 15일 새벽, 독일군은 알리투스를 되찾았다.
1918년 말, 장교 포빌라스 플레차비치우스는 그의 형제 알렉산드라스와 함께 스쿠오다스에서 유격대를 조직하기 시작했다. 2월 9일 유격대원들은 맹세를 했고, 2월 16일에는 마을 광장에서 시가행진을 했다. 육군 장교들이 지휘하는 유격대 부대는 요니스케리스에서도 조직되었다.

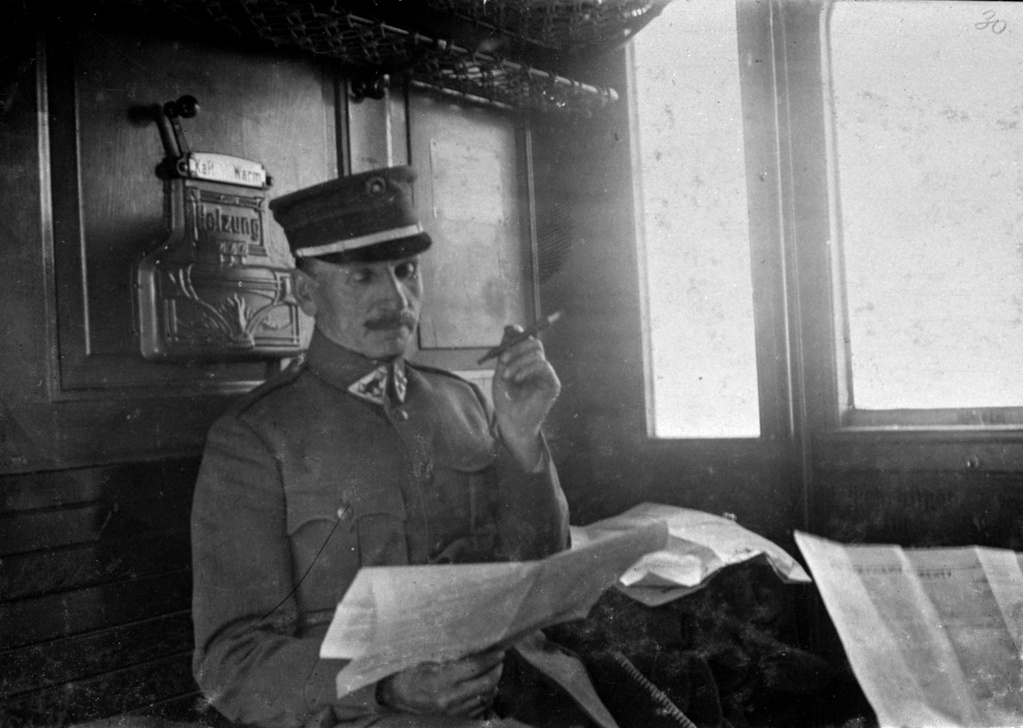
1919년 전선으로 향하는 리투아니아군 총사령관 실베스트라스 주카우스카스

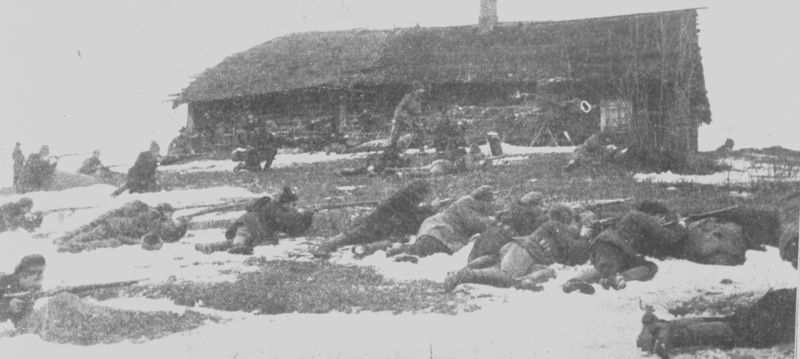
활동 중인 리투아니아 병사들, c. 1919–1920년

폴란드군 (파란색 화살표), 리투아니아군 (어두운 보라색 화살표), 라트비아/독일군 (서쪽에서 온 흰색 화살표), 에스토니아/라트비아군 (북쪽에서 온 흰색 화살표)의 진격. 파란색 선은 1920년 5월 폴란드 전선을 나타낸다.

볼셰비키의 동프로이센으로의 움직임은 독일을 걱정시켰고, 그들은 리에파야, 마제이캬이, 라드빌리슈키스, 케다이냐이를 연결하는 철도선을 해방시키기 위해 뤼디거 폰 데어 골츠 백작 장군이 지휘하는 자원병(샤울렌 여단)을 보냈다. 2월 말, 독일 포병의 지원을 받은 리투아니아 파르티잔들은 마제이캬이와 세다를 점령하고 볼셰비키들을 쿠르셰나이로 추격했다. 1919년 2월 27일, 플레차비치우스의 파르티잔과 요니스케리스의 파르티잔의 지원을 받은 독일 자원병들은 루오케 근처 전투에서 사모기티아 연대를 격파했다. 그때까지 그 연대는 붉은 군대 제2라트비아 국제 소총병 사단에 편입되었다. 같은 날 리투아니아-벨로루시 소비에트 사회주의 공화국(리트벨)이 선포되었다. 1919년 3월 7일 독일군은 쿠르셰나이 마을을 점령했고, 3월 11일에는 샤울랴이를, 3월 12일에는 라드빌리슈키스를 점령했다. 3월 14일 리투아니아 파르티잔과 독일군은 셰두바를 점령했다. 독일군은 1919년 5월 31일까지 리투아니아에서 활동했다.
케다이냐이에 주둔했던 자원연대는 그들의 위치를 확보했고, 3월에 근처 마을들로 소규모 원정을 시작했다. 지역을 잘 아는 현지 자원병들은 라미갈라, 트루스카바, 크레케나바에서 볼셰비키 지지자들을 성공적으로 몰아냈지만, 이 지역들은 곧 볼셰비키에게 다시 점령되었다. 여러 마을에 대한 이러한 원정은 3월 말까지 성공적으로 수행되었다. 성공적인 작전에 대한 보상으로 자원연대는 3월 22일 독립 파네베지스 자원연대라는 이름을 얻었다. 잇따른 패배로 인해 파네베지스와 쿠피슈키스에 주둔했던 볼셰비키군은 반란을 일으켰고, 인접한 라트비아의 붉은 군대 사단에 의해서만 진압되었다. 볼셰비키의 사기는 더욱 하락했고, 3월 19일에서 3월 24일 사이에 그들의 병력은 파네베지스를 떠났다. 리투아니아군은 3월 26일 도시에 진입했지만, 붉은 군대는 4월 4일 다시 점령했다.
4월에 리투아니아군은 자슬리아이와 비에비스를 점령하며 빌뉴스 방향으로 이동하기 시작했지만, 4월 8일에 진격이 멈췄다. 한편, 4월 19일 폴란드군은 볼셰비키로부터 빌뉴스를 점령하고 네리스강 남쪽 영토에서 좌익을 철수시켰다. 그 결과 짧아진 전선은 리투아니아가 리투아니아 북동부에 더 강력한 병력을 파견하여 작전을 수행할 수 있게 했다. 5월 3일까지 독립 파네베지스 자원연대는 작센 자원연대 18연대의 지원을 받아 시에시카이, 앗코차이, 델투바를 확보했다. 그들은 또한 우크메르게를 점령했다. 리투아니아 부대가 도시에 가장 먼저 진입했다.
3월 초 동원령이 시작되면서 리투아니아군의 병력은 증가했다. 4월 말 리투아니아군의 지휘 체계가 개편되었다. 실베스트라스 주카우스카스 장군은 참모총장으로 임명되었고, 5월 7일 그는 리투아니아군 전체의 지휘권을 맡았다. 다음 몇 주 동안 완전한 재편성이 이루어졌고, 강화된 리투아니아군은 이제 붉은 군대를 밀어낼 준비가 되었다. 주카우스카스는 리투아니아군을 두 지역에 집중시키기로 결정했다. 우크메르게–우테나–자라사이 지역을 중심으로 한 첫 번째 여단은 빌크메르게 그룹으로 불렸고, 케다이냐이-파네베지스-로키슈키스 지역을 중심으로 한 두 번째 여단은 파네베지스 그룹으로 불렸다. 작전 계획은 5월 중순에 착수되었다.

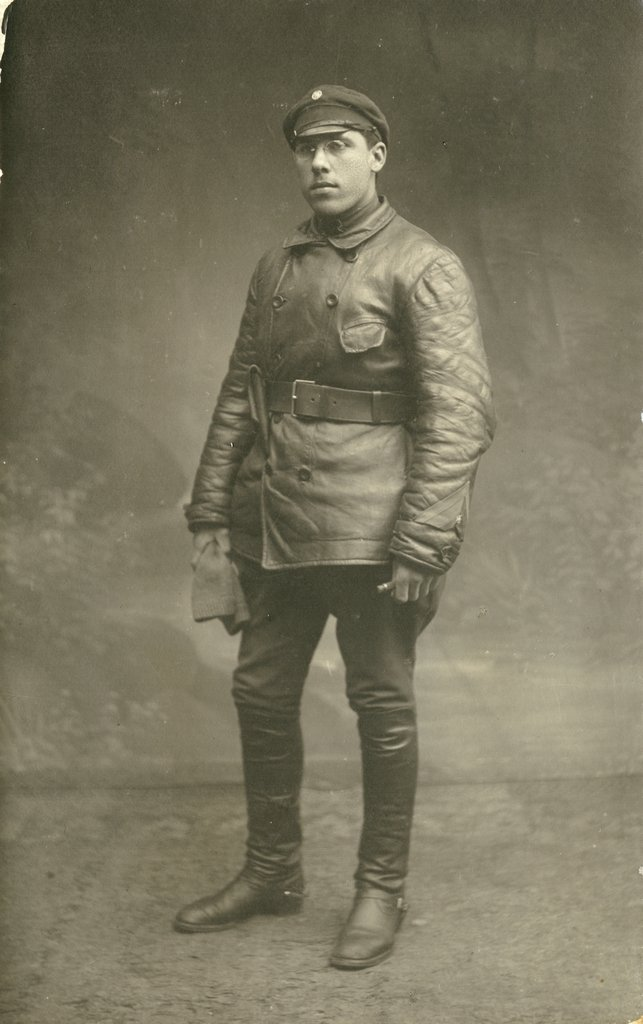
1919년 리투아니아 독립 전쟁 중의 포빌라스 플레차비치우스

5월 17일 재편성된 군대는 첫 작전을 수행하여 쿠르크리아이 마을을 점령했다. 아니크슈차이로의 진격을 준비했고, 5월 19일 스키에모니스와 알란타와 함께 점령했다. 5월 22일 리투아니아군은 우테나로 진격을 시작하여 딕타라이 마을에 도달했다. 이 진격은 반격을 받았고, 리투아니아군은 후퇴했다. 공격은 며칠 동안 중단되었고, 알란타-스키에모니스-아니크슈차이 선이 점령되었다. 5월 31일 우테나 방향으로 진격이 시작되었고, 6월 2일 도시는 확보되었다.

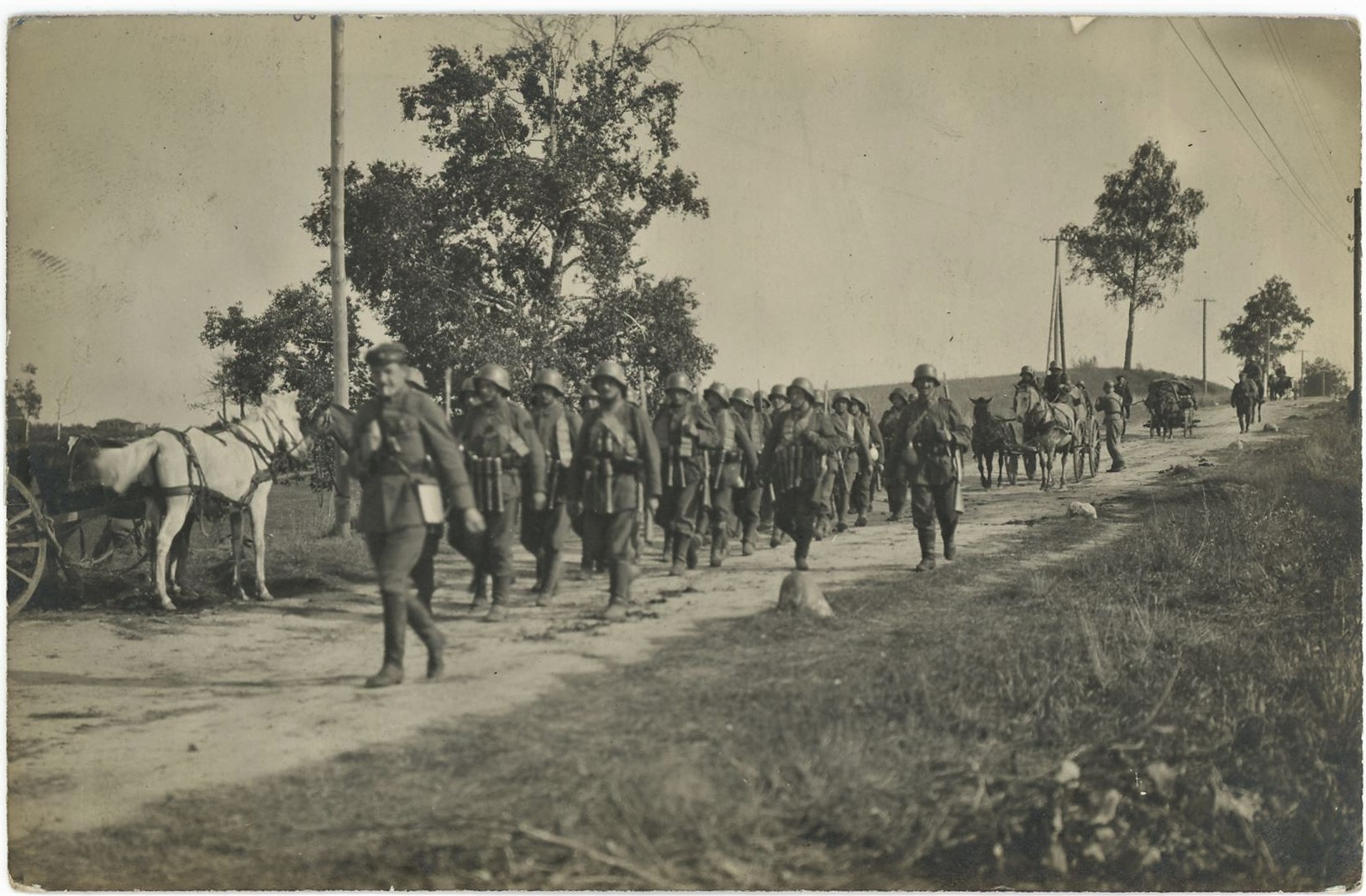
1919년 칼쿠나이 근처에서 볼셰비키 전선으로 행진하는 빌뉴스 대대 척탄병

파네베지스 그룹은 5월 18일 파네베지스 방향으로 진격을 시작했다. 5월 19일 여단은 파네베지스와 라구바를 확보했으며, 5월 20일에는 야전 참모가 파네베지스로 이동했다. 도시는 5월 21일과 22일에 발생한 볼셰비키 공격을 견뎌냈다. 5월 24일 주카우스카스는 두 그룹 모두에게 더 진격할 것을 명령했다. 파네베지스 그룹은 쿠피슈키스 방향으로 진격하여 5월 25일 수바치우스를 확보했다. 5월 30일 그들은 로키슈키스를 점령했고, 볼셰비키군은 5월 30일 밤에서 31일 새벽 쿠피슈키스를 떠났으며, 리투아니아는 6월 1일 그 도시를 확보했다. 진격은 계속되었고, 6월 10일 리투아니아군은 라트비아 파르티잔(그린 가드)이 통제하는 영토에 도달하여 그들에게 탄약을 공급했다.
리투아니아의 성공은 계속되었고, 8월 말까지 볼셰비키는 자라사이 근처에서 패배했다. 10월 2일 리투아니아는 다우가프필스의 교외 지역인 그리바를 점령했다. 리투아니아군은 라트비아와의 국경 근처 다우가바강에서 멈췄고, 전선은 안정화되었다. 단명한 리투아니아-벨로루시 소비에트 사회주의 공화국 정부는 해체되었다.
1920년 7월 12일, 리투아니아는 소비에트-리투아니아 평화 조약을 러시아 SFSR과 체결했다. 러시아는 리투아니아의 독립과 빌뉴스 지역에 대한 권리를 인정했다. 이 조약은 폴란드나 단명한 벨라루스 인민공화국에 의해 인정되지 않았다. 몇몇 역사가들은 러시아와의 조약에도 불구하고 리투아니아가 볼셰비키의 지원을 받는 지역 공산주의 세력에 의해 점령될 위기에 처했었다고 주장한다. 이러한 관점에서, 이러한 계획을 방해한 것은 폴란드-소비에트 전쟁에서 폴란드의 승리뿐이었다.

## 베르몬티아인과의 전쟁

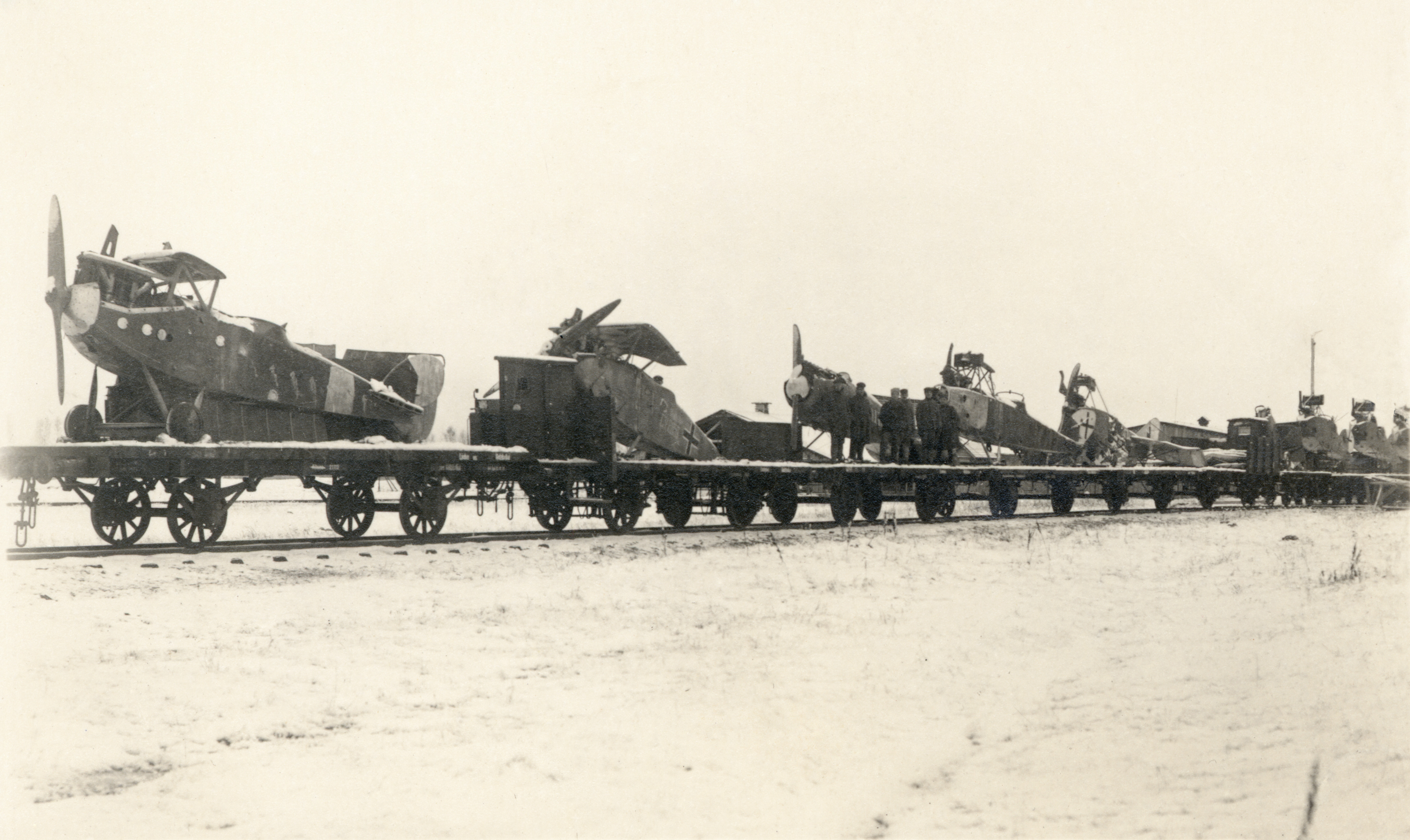
라드빌리슈키스 근처에서 리투아니아군이 노획한 베르몬티아인 비행기

베르몬티아인은 지도자 파벨 베르몬트-아발로프의 이름을 따서 명명되었으며, 공식적으로는 서부 러시아 의용군으로 알려진 독일-러시아 혼성군이었다. 이 군대에는 독일 제국이 러시아 내전에서 볼셰비키에 맞서 싸우기로 약속한 후 석방된 러시아 전쟁 포로와 독일이 전쟁에서 패배한 후 라트비아와 리투아니아에 주둔했던 자유군단의 구성원들이 포함되어 있었다. 이 군대의 공식적인 목표는 알렉산드르 콜차크의 군대와 함께 볼셰비키와 싸우는 것이었지만, 실제 목표는 제1차 세계 대전 동안 점령했던 영토에서 독일의 영향력을 유지하는 것이었다.
처음에 서부 러시아 의용군의 일부였던 자유군단은 주로 라트비아에서 활동했지만, 1919년 7월 리투아니아-라트비아 국경을 넘어 쿠르셰나이 마을을 점령했다. 그 당시 리투아니아인들은 볼셰비키와의 전투에 참여 중이었고 외교적 항의만 할 수 있었다. 10월까지 베르몬티아인들은 샤울랴이, 비르자이, 라드빌리슈키스를 포함한 서부 리투아니아(사모기티아)의 상당한 영토를 점령했다. 마을을 합병한 후, 베르몬티아인들은 행정을 수행하는 데 러시아어만 사용할 수 있다는 규칙을 강제했다. 그들은 지역 주민들을 강도질하고 약탈하는 것으로 악명이 높았고, 이에 주민들은 지역 유격대를 조직하기 시작했다.
1919년 10월, 리투아니아군은 베르몬티아인들을 공격하여 주요 철도 중심지인 라드빌리슈키스 근처에서 11월 21일과 22일에 중요한 승리를 거두었다. 리투아니아군은 그곳에서 비행기 30대와 대포 10문을 포함한 상당한 전쟁 노획품을 수집했다. 이후의 충돌은 협상국 대표인 프랑스 장군 앙리 니셀의 개입으로 중단되었고, 그는 독일군 철수를 감독했다. 리투아니아군은 베르몬티아인 병사들을 추격하여 추가적인 약탈을 막고 완전한 철수를 보장했다. 12월 15일까지 베르몬티아인들은 리투아니아에서 완전히 제거되었다.

## 폴란드와의 전쟁
리투아니아군과 폴란드군은 이미 1919년 봄에 충돌한 바 있었다.

### 1920년 여름
1920년 6월 소비에트 러시아군은 빌뉴스를 점령했다. 바르샤바 전투에서 패배한 직후, 철수하는 붉은 군대는 7월 12일에 체결된 평화 조약에 따라 도시를 리투아니아에 넘겨주었다. 폴란드와 리투아니아 간의 무력 충돌을 피하기 위한 협상이 시작되었다. 10월 7일, 수바우키 협정이 체결되었다. 그러나 10월 8일, 협정이 공식적으로 발효되기 전에 루찬 젤리고프스키 장군의 지휘 아래 제1 리투아니아-벨라루스 사단 자원병들이 반란을 일으켰다. 리투아니아 병력이 넓은 전선에 분산되어 있었고 폴란드군이 수적으로 우세했기 때문에 빌뉴스 지역은 빠르게 점령되었다. 충분한 병력을 모은 후, 11월에 시르빈토스와 기에드라이차이에서 이미 성공을 거두었던 리투아니아의 반격 시도는 국제연맹 군사 위원회에 의해 중단되었다.

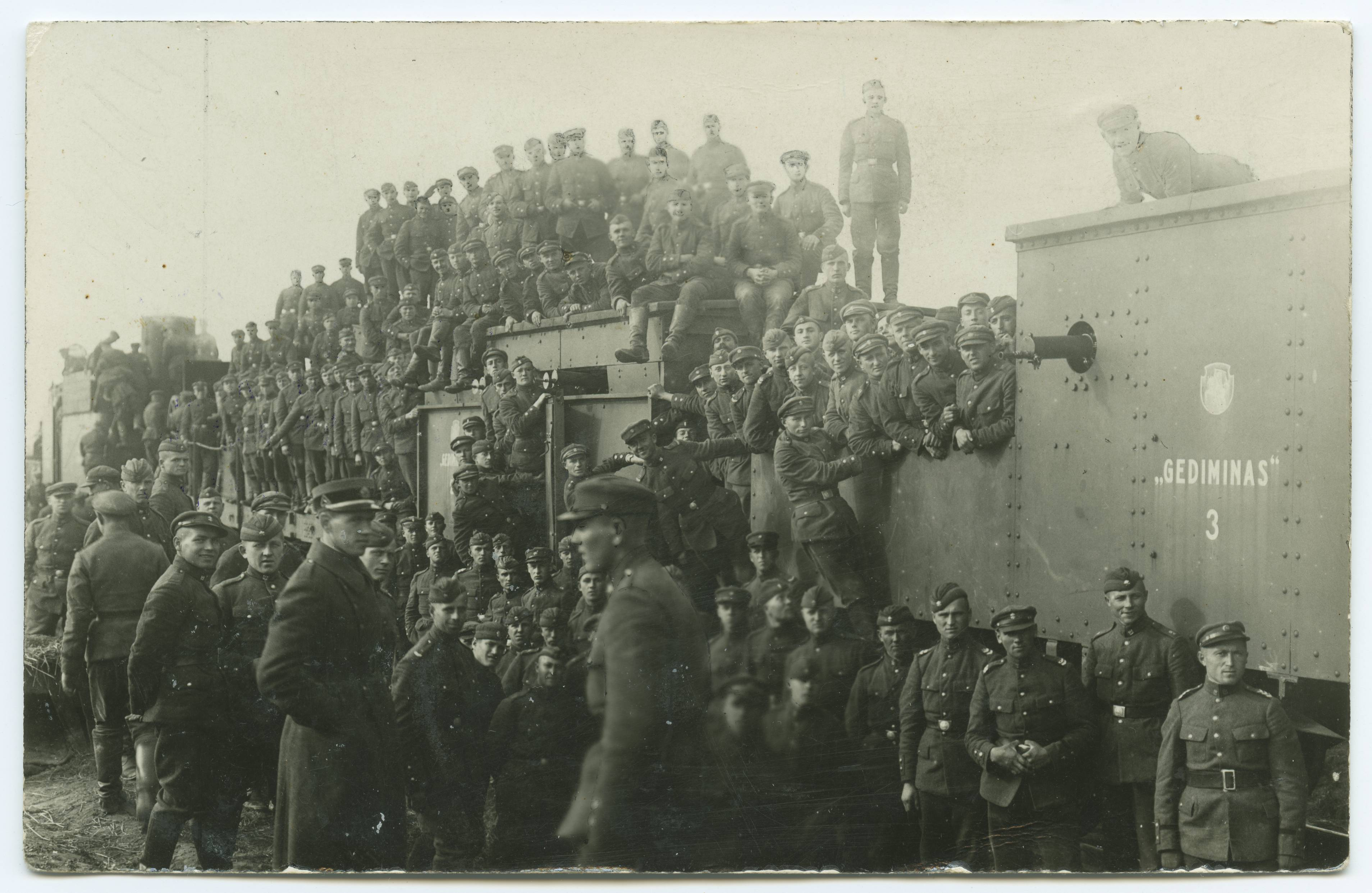
리투아니아 장갑열차 게디미나스 3호와 리투아니아 병사들

카우나스는 국제 협정을 위반하여 폴란드군이 빌뉴스를 점령했기 때문에 리투아니아의 임시 수도가 되었다. 빌뉴스에 대한 분쟁은 1939년 10월에 리투아니아군이 소비에트-리투아니아 상호 지원 조약의 일환으로 리투아니아의 데 유레 수도에 재진입할 수 있게 되었을 때에야 해결되었는데, 이는 리투아니아가 국경에 집결한 막강한 소비에트 병력 때문에 사실상 강요된 것이었다.

### 젤리고프스키의 반란

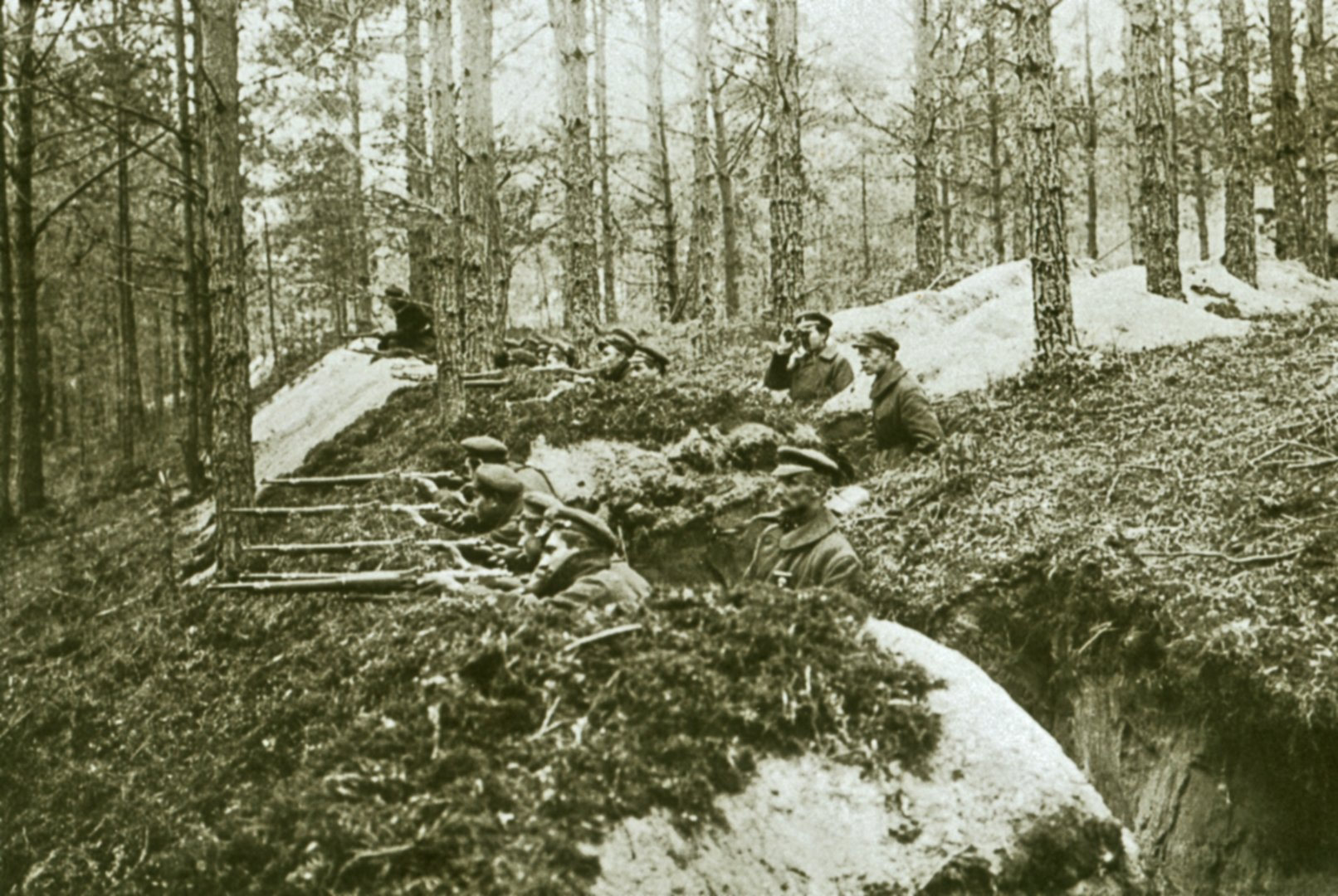
비에비스 숲에서 폴란드군의 제1 리투아니아-벨라루스 사단과 싸우는 리투아니아 제5보병연대

폴란드 국가원수 유제프 피우수츠키가 주도한 반란은 1920년 10월 8일 루찬 젤리고프스키 장군 지휘 하의 제1 리투아니아-벨라루스 사단에 의해 수행되었다. 폴란드군의 일부였던 제1 리투아니아-벨라루스 사단은 대부분 폴란드인으로 구성되었으나 일부 리투아니아인과 벨라루스인도 포함되어 있었으며, 1920년 10월 9일 빌뉴스를 점령하여 공식적인 리투아니아 수도와 주변 빌뉴스 지역이 제2차 세계 대전까지 리투아니아에서 분리되는 결과를 초래했다. 이 군사 행동은 역사학에서 폴란드-리투아니아 전쟁의 연속으로 간주된다.

### 젤리고프스키의 10월 공세
1920년 10월, 루찬 젤리고프스키 장군은 빌뉴스를 점령한 자신의 반란에 이어 리투아니아군에 대한 군사적 공세를 이끌었다. 리투아니아군은 수적으로 열세였음에도 불구하고 10월 18일 반격을 시도했지만, 숙련된 폴란드군은 리카탄 근처에서 이들을 성공적으로 격퇴했다. 주목할 만한 사건은 주오델리아이에 대한 폴란드군의 기습으로, 빌노 제13 울란 연대가 리투아니아 장군 스타시스 나스토프카를 포로로 잡고 근처 리투아니아군을 후퇴시켰다.

## 클라이페다 봉기

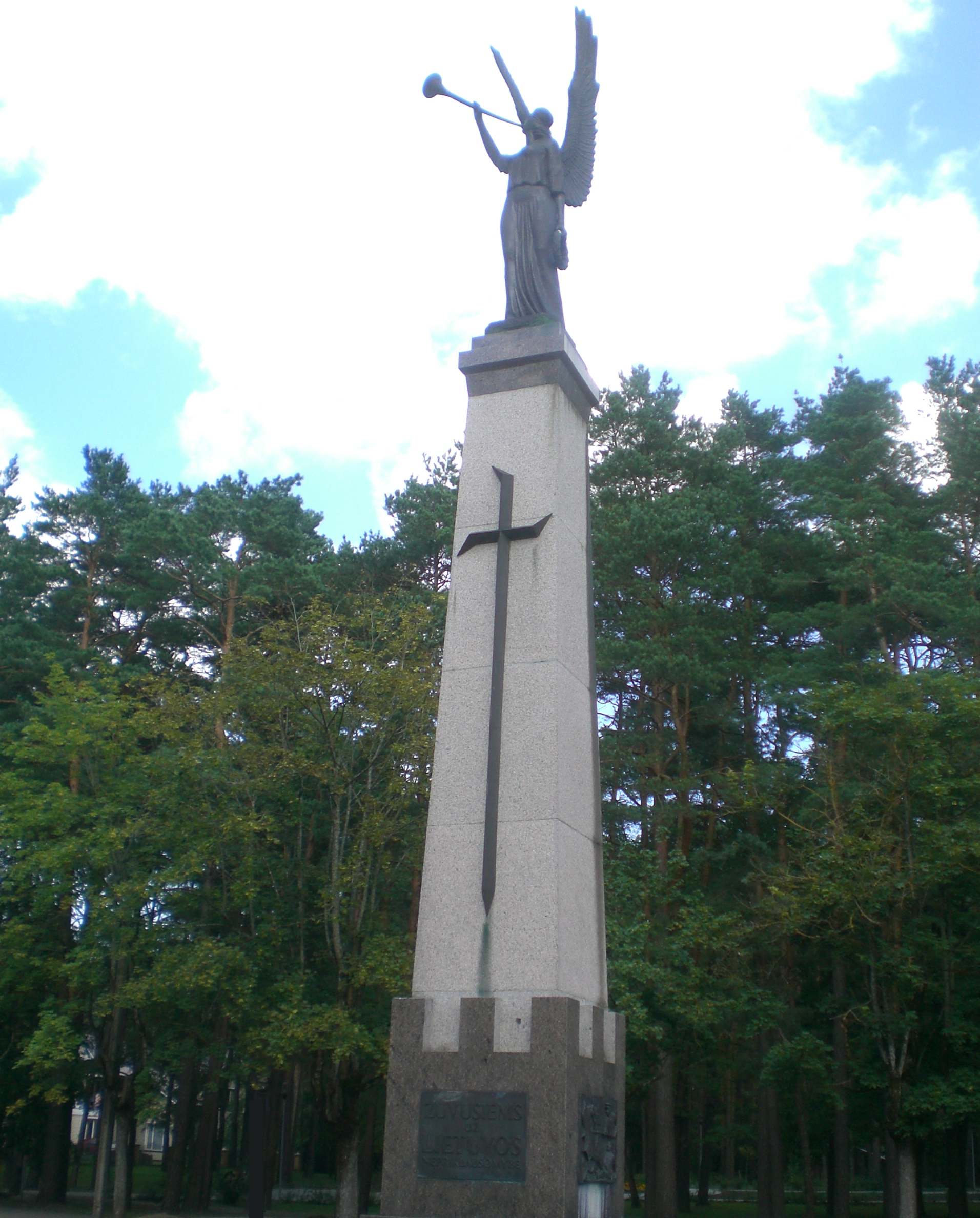
알리투스의 리투아니아 독립 전쟁 전사자를 위한 전쟁 기념비

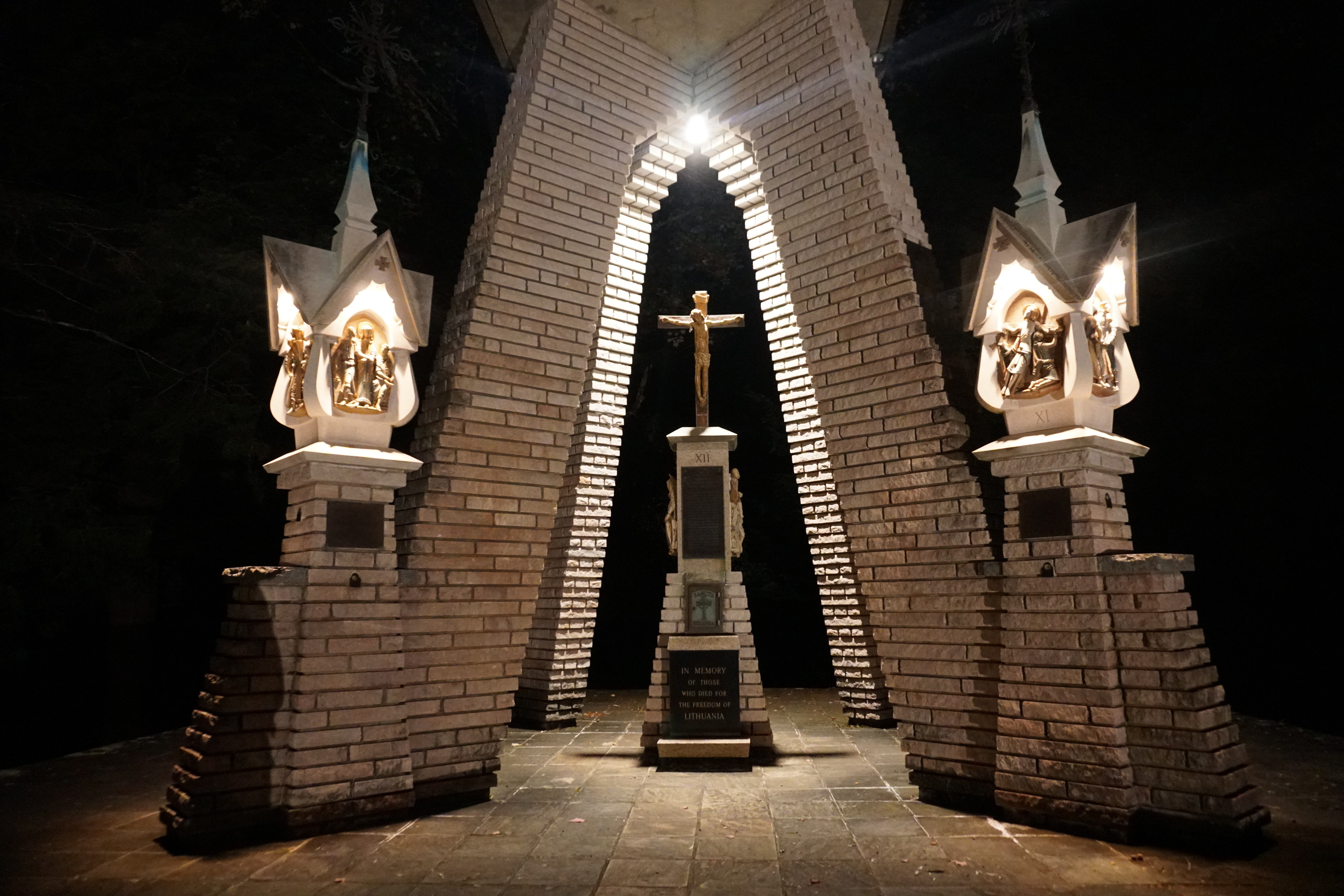
케네벙크포트, 메인에 있는 리투아니아 독립 전쟁 전사자 기념비

## 같이 보기
- 라트비아 독립 전쟁
- 에스토니아 독립 전쟁
- 폴란드-소비에트 전쟁
- 중앙리투아니아 공화국
- 숲의 형제들

## 추가 자료
- Gimtoji istorija, Nuo 7 iki 12 klasės (Lietuvos istorijos vadovėlis), CD, 2002, ISBN 9986-9216-7-8
- Rudokas, Jonas (2004년 11월 25일). “Bermontianos žlugimas”. 《Veidas》. 2007년 9월 28일에 원본 문서에서 보존된 문서.
- Z. Butkus, Kartu su Latvija ir Estija ar atskirai?, Atgimimas, December 12, 1988, No. 10 (10)